# Сборка Golden Gate

Синтез Golden Gate включает стадии рестрикции и лигирования фрагментов ДНК.

Сборка Golden Gate, также клонирование Golden Gate (англ. Golden Gate cloning), — метод клонирования ДНК, который позволяет одновременно и упорядоченно собирать несколько фрагментов ДНК в один с помощью эндонуклеаз рестрикции IIs типа и ДНК-лигазы бактериофага T4. Сборка молекулы проводится in vitro. Наиболее часто используемые эндонуклеазы рестрикции типа IIs включают BsaI, BsmBI, and BbsI.
В отличие от таких наиболее распространённых рестриктаз, как EcoRI и BamHI, рестриктазы, применяемые для Golden Gate, способны разрезать ДНК вне сайта распознавания и, таким образом, создавать непалиндромные липкие концы. Благодаря возможности получить любой из 256 различных вариантов липких концов длиной 4 пары нуклеотидов становится возможной сборка молекулы ДНК из большого количества фрагментов с использованием комбинаций липких концов. На практике это означает, что последовательность, собранная способом Golden Gate, будет фактически бесшовной. Кроме того, так как последовательность продукта синтеза не несёт сайт распознавания рестриктазы, то, будучи собранным верно, он уже не может быть вновь разрезан ферментами рестрикции. Это означает, что реакция становится фактически необратимой.
Обычный протокол амплификатора задаёт температурные колебания от 16 °C (оптимальной для лигаз) до 37 °C (оптимальной для ферментов рестрикции). Этот метод синтеза может быть использован как для одиночной бесшовной вставки, так и для сборки нескольких фрагментов ДНК в одной пробирке.

## Бесшовная сборка

### Сравнение с альтернативными методами
Последовательности, содержащие «швы» (следы применения систем клонирования), часто образуются в результате сборки большого числа фрагментов. Например, в методе мультисегментной сборки Gateway фрагменты ДНК добавляются в донорный фрагмент вместе с дополнительными последовательностями att, которые совпадают в соседних сегментах. Это приводит к тому, что в конечном продукте фрагменты ДНК разделены последовательностями att. В сборке BioBrick в промежутках между фрагментами ДНК, добавленными в плазмиду, остаётся восьминуклеотидный «шов», кодирующий тирозин и стоп-кодон.

### Преимущества метода Golden Gate
При синтезе Golden Gate используются рестриктазы типа IIs, разрезающие последовательность ДНК вне своего сайта узнавания. Один и тот же фермент рестрикции IIs типа может создавать различные липкие концы для разных последовательностей ДНК. В частности, с помощью фермента BsaI теоретически возможно получить каждый из 256 вариантов липких концов (длина 4 пары нуклеотидов) при наличии соответствующих фрагментов ДНК. При корректном синтезе участков липких концов эти фрагменты соединяются без «швов» между частями. В некоторых случаях конечный продукт может быть условно бесшовным — сайты узнавания рестриктаз могут быть оставлены с обеих сторон от мультифрагментной вставки в донорную ДНК для вырезания целого фрагмента на следующих этапах. Так как дополнительные фрагменты ДНК могут быть вставлены в векторы без «швов» внутри открытой рамки считывания, метод Golden Gate широко используется в белковой инженерии.

## Архитектура плазмиды
Несмотря на то, что синтез Golden Gate ускоряет мультисегментную сборку, для повышения выхода полезно применять специальные архитектуры плазмиды. На каждом шаге метод Golden Gate способен осуществить сборку до девяти фрагментов ДНК. При этом требуется, чтобы липкие концы соседних объединяемых фрагментов ДНК были гомологичны друг другу, а сайты узнавания фермента рестрикции не включались в вырезаемые фрагменты. После того, как фрагменты лигируются ДНК-лигазой бактериофага T4, продукт не будет содержать сайтов узнавания рестриктазы IIS и не будет разрезан повторно в дальнейшем ходе реакции. В свою очередь, нелигированные сайты, наоборот, могут взаимодействовать с рестриктазой, тем самым добавляя больше фрагментов в реакционную смесь. При корректной постановке эксперимента и выборе фрагментов ДНК линейный продукт может быть получен за один цикл.

## Стандарты клонирования
Сборка последовательности ДНК при помощи ферментов рестрикции регулируется различными стандартами клонирования с целью минимизировать снижение эффективности клонирования и нарушения функций плазмиды. Такие эффекты могут быть вызваны некорректной сборкой, например, при наличии непредусмотренных сайтов рестрикции внутри вставки или вектора.
Для клонирования Golden Gate стандартами предусмотрено два этапа. На первом этапе происходит сборка моногенной последовательности из таких элементов, как промотор, открытые рамки считывания и терминатор. После этого на втором этапе сборки происходит объединение нескольких моногенных последовательностей, полученных на первом этапе. Для осуществления сборки Golden Gate, состоящей из 2 этапов и более, применяются системы стандартов MoClo (modular cloning) и GoldenBraid.

### Стандарт MoClo

Элементы различных уровней по стандарту MoClo

Стандарт MoClo разделяет генетические элементы на 4 разных уровня:
- Уровень −1 включает домены и другие составные части генетических элементов;
- Уровень 0 включает в себя стандартные отдельные генетические элементы: промотор, 5'-нетранслируемый участок (UTR), белок-кодирующую последовательность и терминатор;
- Уровень 1 включает в себя полностью собранные гены;
- Уровень 2 включает последовательности из нескольких собранных генов. Также существуют вариации уровня 2: уровни M и P.

MoClo использует параллельный подход, при котором во всех полученных модулях уровня 0 присутствуют сайты рестрикции BpiI с обеих сторон от вставки. Вектор, в который будут добавлены гены, имеет два инвертированных сайта узнавания рестриктазы BsaI и вырезаемый селекционный маркер между ними. Зачастую в качестве такого маркера выступает ген lacZ, позволяя производить отрицательный отбор плазмид, в которых репортёрный ген был успешно заменён на собранную ДНК. Участки липких концов каждого модуля уровня 0 и целевого вектора должны быть комплементарны только липким концам соседнего фрагмента, при этом последовательность сочетаний липких концов определяет архитектуру конечного продукта. Сборка Golden Gate обычно начинается с модулей уровня 0, содержащих отдельные гены. Для того чтобы выявить непредусмотренные сайты рестрикции, необходимо провести секвенирование модулей уровня 0. Однако если модули уровня 0 слишком велики, сборку необходимо начать с последовательностей уровня −1, которые также необходимо отсеквенировать. Если же сборка была начата с фрагментов уровня −1, модули уровня 0 секвенировать заново не нужно.

##### Уровень −1
Фрагменты уровня −1 используются при сборке длинных модулей уровня 0. Для получения и наработки таких фрагментов обычно используется лигирование последовательностей с тупыми концами и последующая ПЦР. Целевой вектор не должен содержать сайтов узнавания рестриктазы типа IIs, которая используется на следующем этапе сборки.

#### Уровень 0
Модули уровня 0 являются основой системы MoClo, так как они содержат полные генетические элементы, как промотор, 5'-нетранслируемый участок (UTR), белок-кодирующую последовательность и терминатор. Для успешного проведения сборки Golden Gate внутренние последовательности модулей уровня 0 не должны содержать сайтов узнавания рестриктаз IIs BsaI, BpiI и Esp3I, но должны быть фланкированы (т. е. обрамлены) двумя сайтами рестрикции BsaI в обратной ориентации.
Если в результате секвенирования было обнаружено, что модуль уровня 0 содержит нежелательный сайт рестрикции, то тот может быть промутирован in silico путём удаления или замены одного нуклеотида. При этом необходимо убедиться в том, что внесённая мутация не повлияет на свойства синтезируемого с ДНК продукта (обычно РНК или белка). В белок-кодирующую последовательность рекомендуется вносить синонимичные мутации, так как они не изменяют последовательность синтезируемого белка и, следовательно, не влияют на функцию гена.

#### Уровень 1

Схема процесса сборки транскрипционной единицы уровня 1 из трёх генетических элементов методом Golden Gate.

Целевой вектор уровня 1 определяет местоположение и направление вставляемой конструкции. В таком векторе ген селекционного маркера (lacZ) фланкирован двумя сайтами рестрикции с каждой стороны. При этом внутренний сайт (BsaI) инвертирован, а внешний сайт (BpiI) расположен в прямой ориентации. Существует 14 вариантов вектора уровня 1, в которых отличаются последовательности липких концов для внешних сайтов, но не отличаются последовательности липких концов внутренних сайтов. Таким образом, корректно составленный набор модулей уровня 0 можно заклонировать в любой из этих векторов.
Векторы уровня 1 используются для временной экспрессии в растениях, запускаемой Agrobacterium.

#### Уровень 2

Схема сборки вектора уровня 2, содержащего два гена, методом Golden Gate.

В целевых векторах уровня 2 присутствует 2 инвертированных сайта узнавания рестриктазы BpiI для вставки модулей уровня 1. Сайт рестрикции в векторе перед местом вставки должен быть комплементарен сайту перед началом гена в модуле уровня 1, сайт рестрикции после места вставки универсален. При каждом клонировании в вектор может быть вставлено от 2 до 6 генов.
Добавление большего числа генов за один шаг нежелательно, так как это, скорее всего, может привести к неправильной сборке из-за неправильных сочетаний липких концов.
Таким образом, сборку конструкций, состоящих из более чем 6 генов, необходимо осуществлять в несколько этапов. Для этого необходимы линкерные концевые последовательности, которые содержат сайты узнавания рестриктазы BsaI или BsmBI в инвертированном положении и новый селекционный маркер (синий или фиолетовый). На каждом этапе необходимо менять рестриктазу и маркер. При скрининге цвет колоний, содержащих корректно собранный вектор, будет меняться на каждом этапе сборки (синий — фиолетовый), но на последнем шаге при использовании закрывающего концевого линкера цвет колоний будет белым.

##### Уровень M
Целевые векторы уровня M похожи на векторы уровня 2 за исключением наличия сайта BsaI перед парой инвертированныз сайтов BpiI. Когда один или несколько генов клонируются в вектор уровня M, второй сайт рестрикции BsaI добавляется специальной (M) линкерной концевой последовательностью. Благодаря этому, фрагмент, содержащий все собранные гены, может быть вырезан и использован на следующем этапе клонирования (уровне P).

##### Уровень P
Целевые векторы уровня P похожи на таковые уровня M, но сайты BpiI заменены на BsaI, а сайты BsaI заменены на BpiI. Несколько конструкций уровня M с совместимыми липкими концами могут быть клонированы в целевой вектор P за один этап. В теории возможна сборка до 36 генов в одну конструкцию при запуске 6 параллельных реакций уровня M (по 6 генов в каждой), но на практике обычно происходит сборка меньшего числа генов из-за того, что в большинстве проектов не требуются настолько большие конструкции. Несмотря на это, векторы уровней M и P устроены таким образом, что гены, клонированные в вектор уровня P, могут быть клонированы далее в вектор уровня M и наоборот.

### GoldenBraid
По стандартному протоколу Golden Gate, сайты рестрикции, использованные на предыдущем этапе клонирования, становятся недоступными. Для сборки более чем 6 генов требуется другой фермент рестрикции типа IIs и внесение соответствующих ему сайтов узнавания. Это можно осуществить с помощью векторов уровней 2 или уровней M и P. GoldenBraid предоставляет вариацию системы уровней M и P.
Для клонирования по методу GoldenBraid применяется система из 4 плазмид, способных к формированию двойной петли (т. н. «гирлянды» — «braid»). Такая система допускает бинарную сборку сразу нескольких конструкций.

### Golden Mutagenesis
Метод сборки Golden Gate также может быть использован для проведения мутагенеза (Golden Mutagenesis). Эту технологию легко применить благодаря доступным онлайн инструментам для подбора праймеров (GoldenMutagenesis web tool (англ.).)
и векторов.